# Strage di via dei Georgofili
La strage di via dei Georgofili è stato un attentato terroristico compiuto da Cosa nostra nella notte fra il 26 e il 27 maggio 1993 tramite l'esplosione di un'autobomba in via dei Georgofili a Firenze, nei pressi della storica Galleria degli Uffizi.
Lo scoppio dell'autobomba, imbottita con 277 chilogrammi di esplosivo, provocò l'uccisione di cinque persone: i coniugi Fabrizio Nencioni (39 anni) e Angela Fiume (31 anni) con le loro figlie Nadia (9 anni) e Caterina (appena 50 giorni di vita) e lo studente Dario Capolicchio (22 anni), nonché il ferimento di 38 persone. Tale attentato viene inquadrato nella scia degli altri attentati del 1992-1993 che provocarono la morte di 21 persone (tra cui i giudici Falcone e Borsellino) e gravi danni al patrimonio artistico.

## Storia

### Antefatti

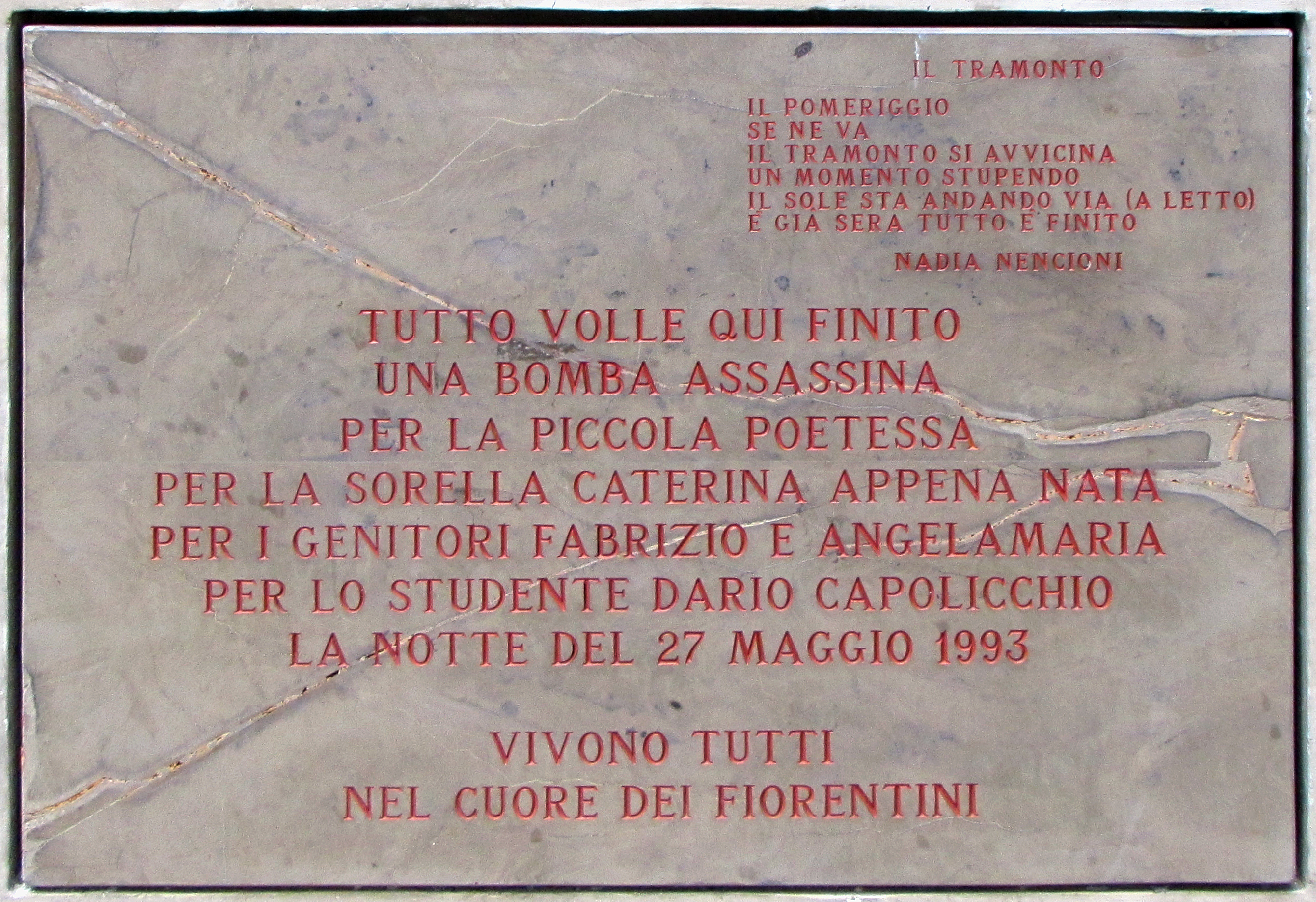
Targa commemorativa dell'attentato di Via dei Georgofili

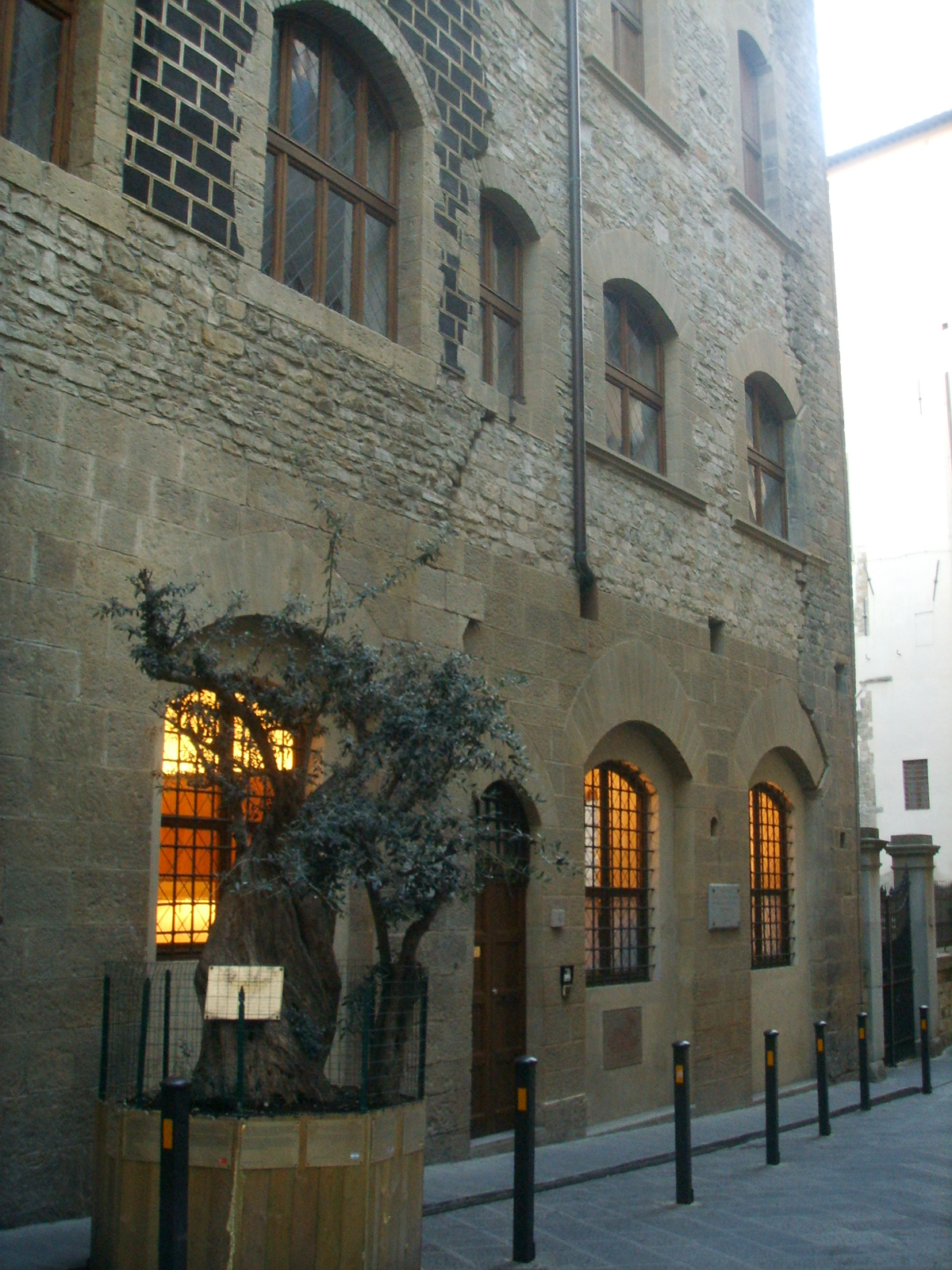
La Torre dei Pulci, sede dell'Accademia dei Georgofili, dove venne collocata l'autobomba. Sul luogo è stato posto l'"Ulivo della pace" in memoria delle vittime della strage.

Nell'aprile 1993 Gioacchino Calabrò (capo della famiglia di Castellammare del Golfo) incaricò Vincenzo Ferro (figlio di Giuseppe, capo della Famiglia di Alcamo) di andare a Prato dallo zio Antonino Messana, fratello della madre, per chiedergli di mettere a disposizione un garage per alcune persone che sarebbero arrivate dalla Sicilia, ma inizialmente Messana rifiutò.
Per queste ragioni, Calabrò si fece accompagnare a Prato da Ferro insieme a Giorgio Pizzo (mafioso di Brancaccio) e convinse Messana con le minacce. A metà maggio, alcuni mafiosi di Brancaccio e Corso dei Mille (Gaspare Spatuzza, Cosimo Lo Nigro, Francesco Giuliano) macinarono e confezionarono quattro pacchi di esplosivo in una casa fatiscente a Corso dei Mille, messa a disposizione da Antonino Mangano (capo della Famiglia di Roccella).
Il 23 maggio Giuseppe Barranca, Gaspare Spatuzza, Cosimo Lo Nigro e Francesco Giuliano andarono a Prato e vennero ospitati nell'appartamento di Messana, sotto la supervisione di Ferro, che li accompagnò con la sua auto nel centro di Firenze per effettuare alcuni sopralluoghi. Nei giorni successivi, i quattro pacchi di esplosivo nascosti in un doppiofondo ricavato nel camion di Pietro Carra (autotrasportatore che gravitava negli ambienti mafiosi di Brancaccio) vennero trasportati a Galciana, frazione di Prato, dove vennero prelevati da Lo Nigro, Giuliano e Spatuzza, accompagnati sempre da Ferro con la sua auto, e scaricati nel garage di Messana.

### L'attentato

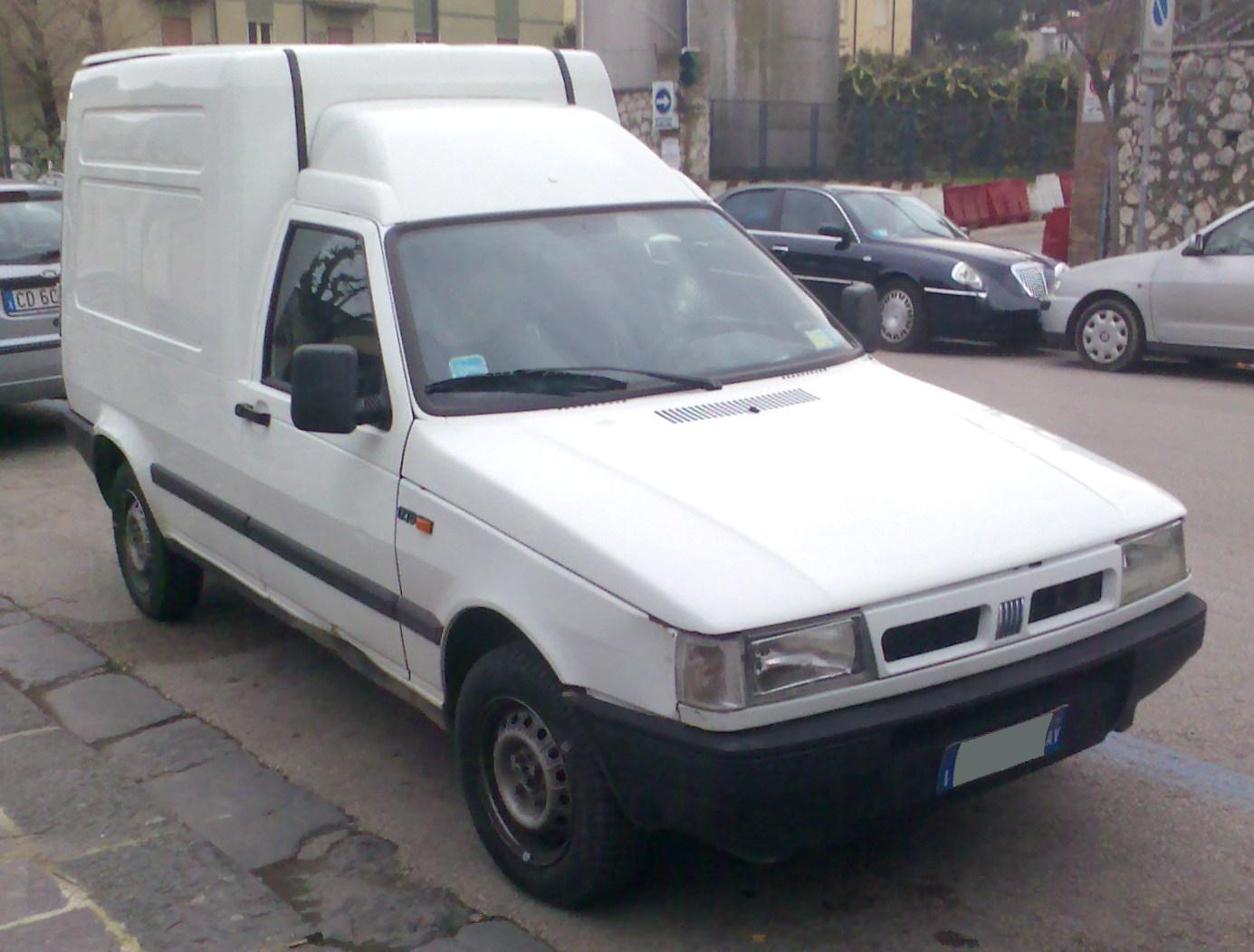
Un Fiat Fiorino simile a quello utilizzato nell'attentato.

La sera del 26 maggio Giuliano e Spatuzza rubarono un furgone Fiat Fiorino e lo portarono nel garage, dove provvidero a sistemare l'esplosivo, composto da tritolo, all'interno di esso e, in seguito, Giuliano e Lo Nigro andarono a parcheggiare l'autobomba in via dei Georgofili. Alle ore 01:04 circa del 27 maggio procurarono l'esplosione.

### Danni e vittime

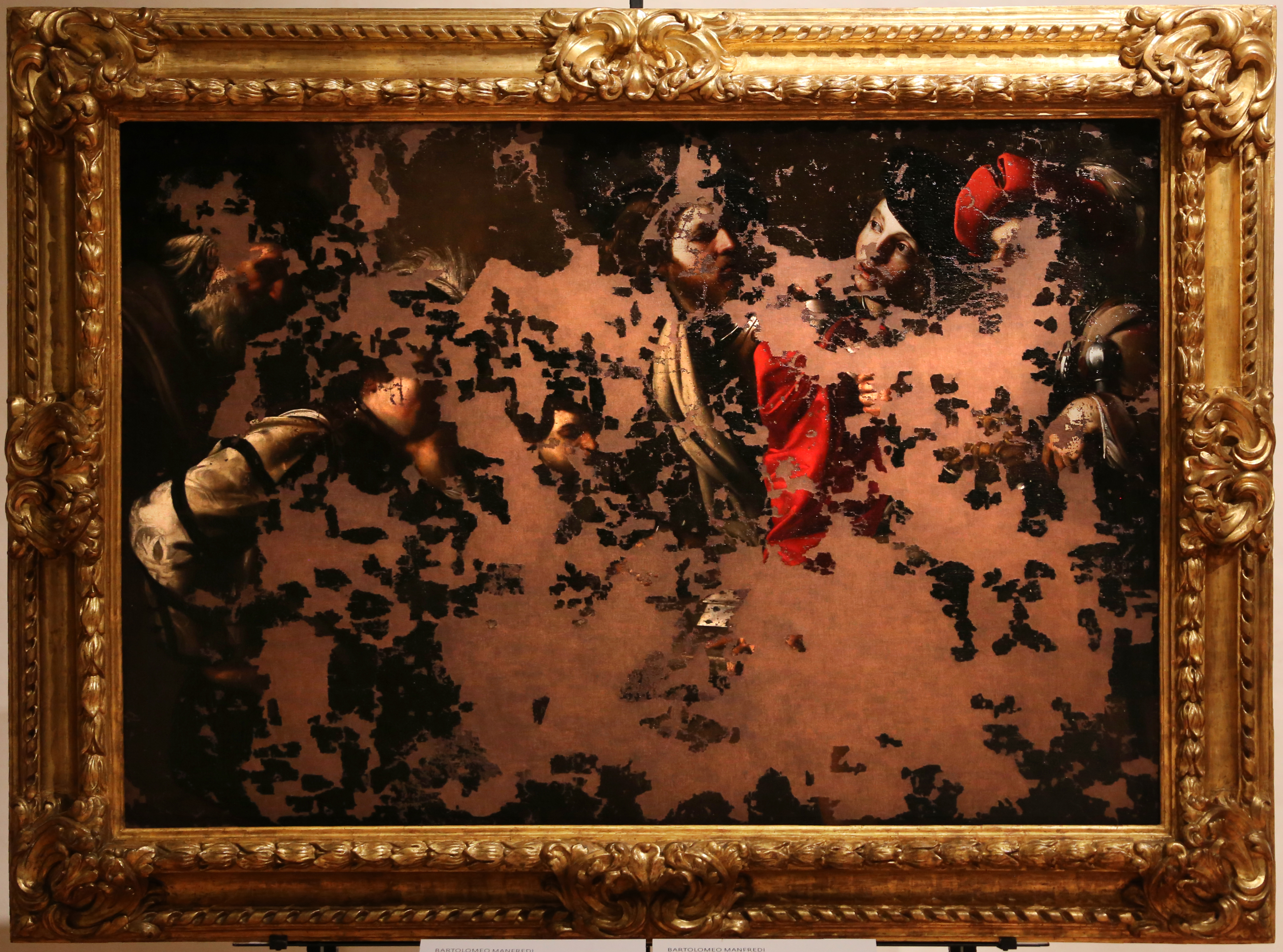
I giocatori di carte, di Bartolomeo Manfredi, una delle opere irreparabilmente danneggiate.

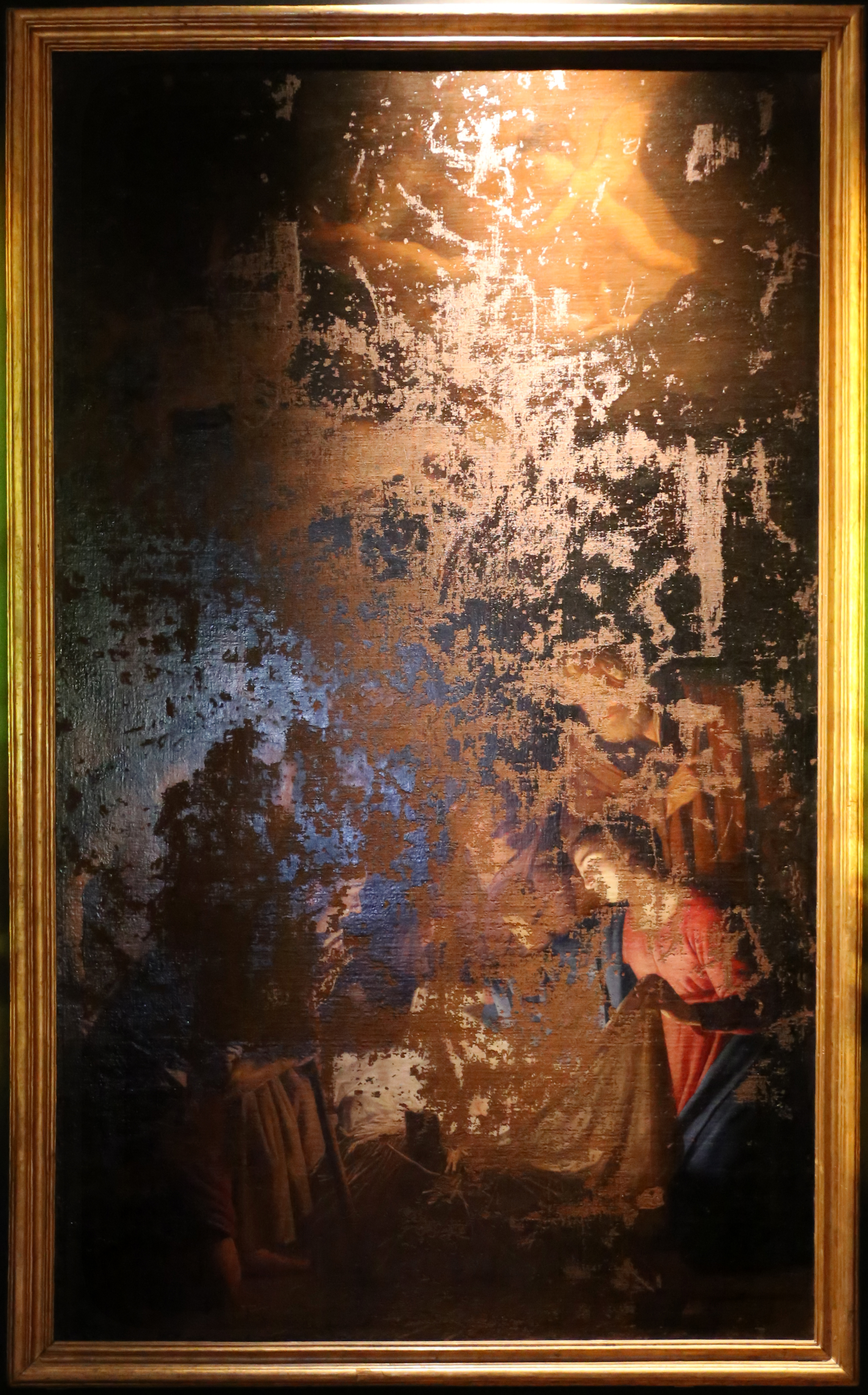
L'Adorazione dei Pastori di Gherardo delle Notti, ulteriore opera danneggiata nell'attentato

La deflagrazione fu devastante e provocò il crollo della Torre dei Pulci, sede dell'Accademia dei Georgofili, nella quale rimasero uccisi Fabrizio Nencioni, ispettore dei vigili urbani, e la moglie Angela Fiume, custode dell'Accademia, insieme alle loro figlie Nadia (nove anni) e Caterina (meno di due mesi di vita), che abitavano al terzo piano della Torre. Nelle abitazioni circostanti si propagò un incendio, che uccise un giovane di 22 anni, lo studente universitario Dario Capolicchio.
L'attentato danneggiò gravemente anche alcuni ambienti della Galleria degli Uffizi e del Corridoio vasariano, che si trovano nei pressi di via dei Georgofili: il 25% delle opere d'arte presenti fu danneggiato mentre i capolavori più importanti furono protetti dai vetri di protezione che attutirono l'urto, alcuni dipinti risultarono invece gravemente danneggiati o quasi distrutti:
- Concerto musicale di Bartolomeo Manfredi, del 1610/1620 circa.
- Giocatori di carte'' di Bartolomeo Manfredi, del 1617 circa.
- Adorazione dei pastori di Gerard van Honthorst, del 1619.
- Aquila di Bartolomeo Bimbi e altri dipinti.
- Avvoltoi, gufi e beccaccia di Andrea Scacciati.
- Scena di caccia di Francis Grant, del metà secolo XIX; 1840 - 1860.
- Grande cervo in una palude di Edwin Landseer.[7]

## Indagini e processi
Le indagini ricostruirono l'esecuzione della strage di via dei Georgofili in base alle dichiarazioni dei collaboratori di giustizia Pietro Carra, Vincenzo e Giuseppe Ferro, Salvatore Grigoli, Antonio Calvaruso, Pietro Romeo e Vincenzo Sinacori. Nel 1998 Giuseppe Barranca, Gaspare Spatuzza, Cosimo Lo Nigro, Francesco Giuliano, Giorgio Pizzo, Gioacchino Calabrò, Vincenzo Ferro, Pietro Carra e Antonino Mangano vennero riconosciuti come esecutori materiali della strage nella sentenza per le stragi del 1993.
Nel 2008 Spatuzza iniziò a collaborare con la giustizia e confermò le sue responsabilità nell'attentato di via dei Georgofili: in particolare, Spatuzza dichiarò che la strage venne pianificata durante una riunione in cui erano presenti lui, Barranca e Giuliano insieme ai boss Giuseppe Graviano, Matteo Messina Denaro e Francesco Tagliavia (capo della Famiglia di Corso dei Mille), i quali decisero l'obiettivo da colpire attraverso dépliant turistici; inoltre Tagliavia finanziò anche la "trasferta" a Firenze per compiere l'attentato. In seguito alle dichiarazioni di Spatuzza, nel 2011 la Corte d'assise di Firenze condannò Tagliavia all'ergastolo.
Sempre sulla base delle dichiarazioni di Spatuzza, nel 2012 la Procura di Firenze dispose l'arresto del pescatore Cosimo D'Amato, cugino di Cosimo Lo Nigro, il quale era accusato di aver fornito l'esplosivo, estratto da residuati bellici recuperati in mare, che venne utilizzato in tutti gli attentati del 1992-1993, compresa la strage di via dei Georgofili. Nel 2013 D'Amato venne condannato all'ergastolo con il rito abbreviato dal giudice dell'udienza preliminare di Firenze; la condanna venne confermata in appello nel 2014 e, due anni dopo, in Cassazione; nel 2015 lo stesso D'Amato iniziò a collaborare con la giustizia e confermò il suo coinvolgimento nella fornitura di esplosivi.
Sempre nel 2013 l'Associazione tra i familiari delle vittime della Strage di via dei Georgofili, presieduta da Giovanna Maggiani Chelli, è ammessa come parte civile al processo sulla trattativa Stato-mafia ed è rappresentata da Danilo Ammannato in qualità di suo avvocato.
Il 20 maggio del 2016, da alcuni stralci delle motivazioni depositate dalla seconda Corte d’Assise di Appello di Firenze nel processo contro Tagliavia, si evince che “Lo Stato – avviò una trattativa con Cosa nostra”, che “indubbiamente ci fu e venne quantomeno inizialmente impostata su un do ut des” per interrompere la strategia stragista di Cosa nostra. E “l'iniziativa - precisano - fu assunta da rappresentanti dello Stato e non dagli uomini di mafia”.

## Sia detto

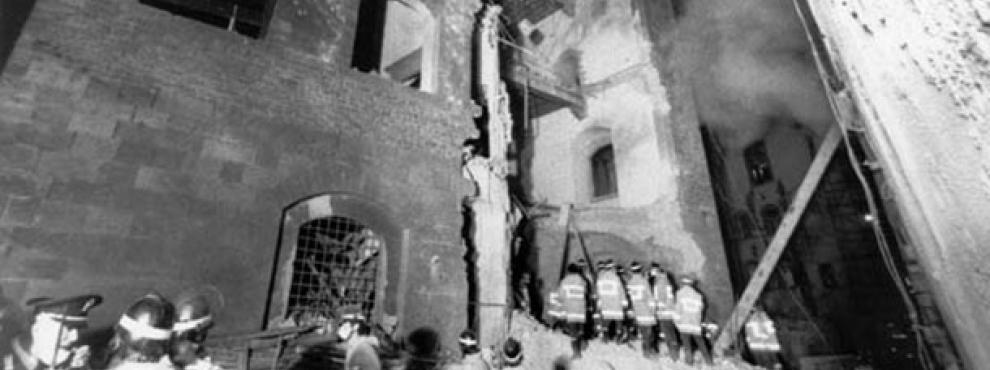
Soccorsi subito dopo l'esplosione

Durante il processo, fu letta in aula dall'avvocato Danilo Ammantato la poesia Sia detto, scritta dal poeta fiorentino e senatore a vita Mario Luzi.

## L'Albero della Pace
Il 14 settembre 2021 è stata inaugurata la scultura Albero della Pace di Andrea Roggi, donata dall'autore alla città di Firenze, in sostituzione della pianta d'olivo posta in Via dei Georgofili precedentemente e in pessimo stato a causa dell'ubicazione non idonea allo sviluppo dell'albero. L'opera commemora la strage in questione.
La scultura è un pezzo unico in bronzo con base in travertino, dell'altezza di 4,40 metri, ultimata nel 2021. Questa opera è stata realizzata attraverso la tecnica della fusione a cera persa e attraverso quella della fusione dinamica (ideata dallo stesso autore dell'opera), dopodiché è stata ultimata mediante patina a fuoco.
La scultura è stata svelata durante una cerimonia a cui hanno presenziato anche l’artista Andrea Roggi; Luigi Dainelli, presidente dell’Associazione Familiari delle Vittime della strage dei Georgofili; e Maria Oliva Scaramuzzi, figlia di Franco Scaramuzzi, già presidente dell’Accademia dei Georgofili.

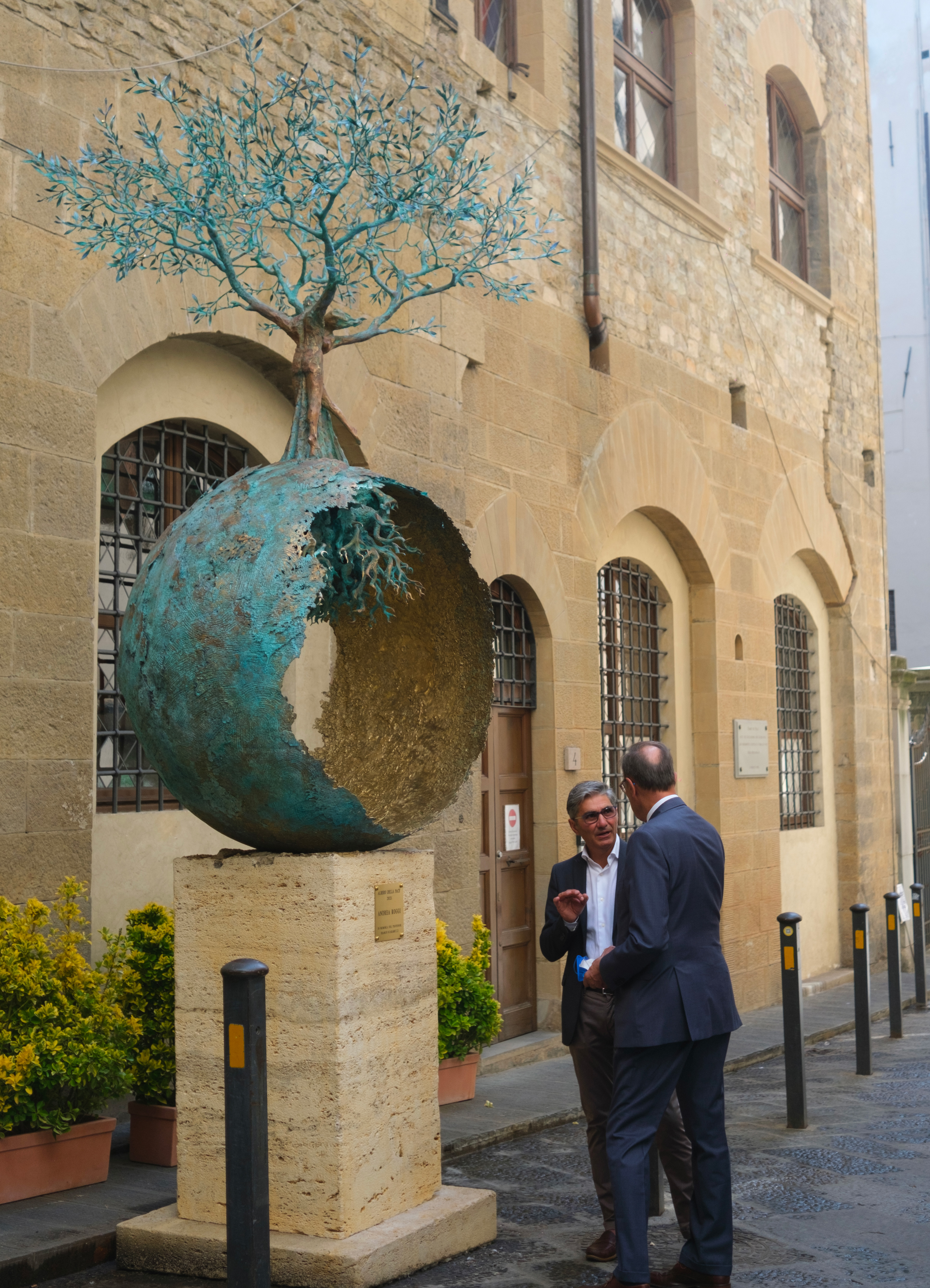
L'artista Andrea Roggi (a sinistra) e Massimo Vincenzini (a destra), presidente dell'Accademia dei Georgofili, osservano la scultura "Albero della Pace".

## Omaggi
- A Corleone, il 17 novembre 2018, è stato inaugurato l'asilo nido comunale ristrutturato e intitolato alla memoria di Caterina e Nadia Nencioni.[18]

## Galleria d'immagini

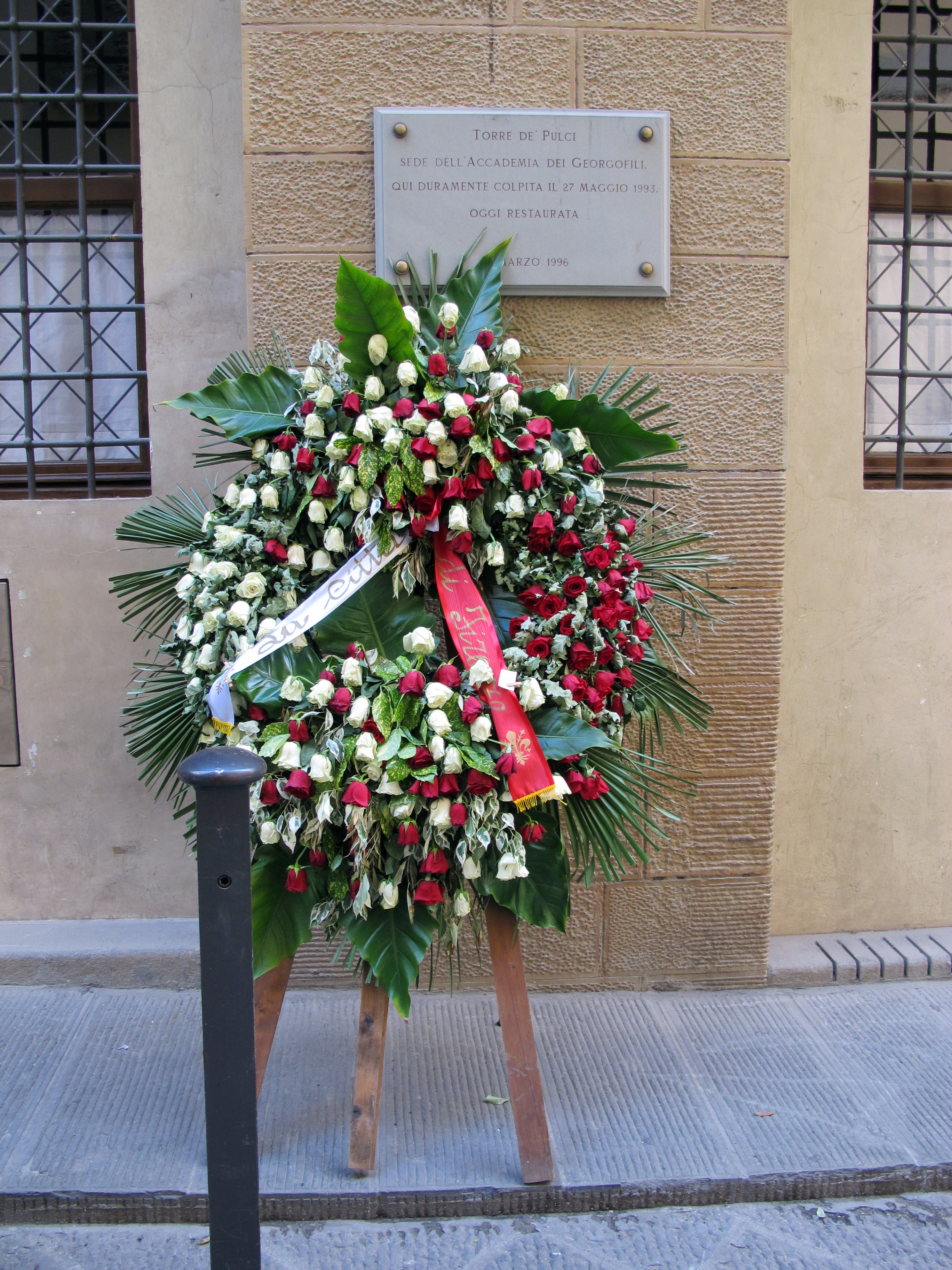
Via dei Georgofili, celebrazioni del ventennale della strage
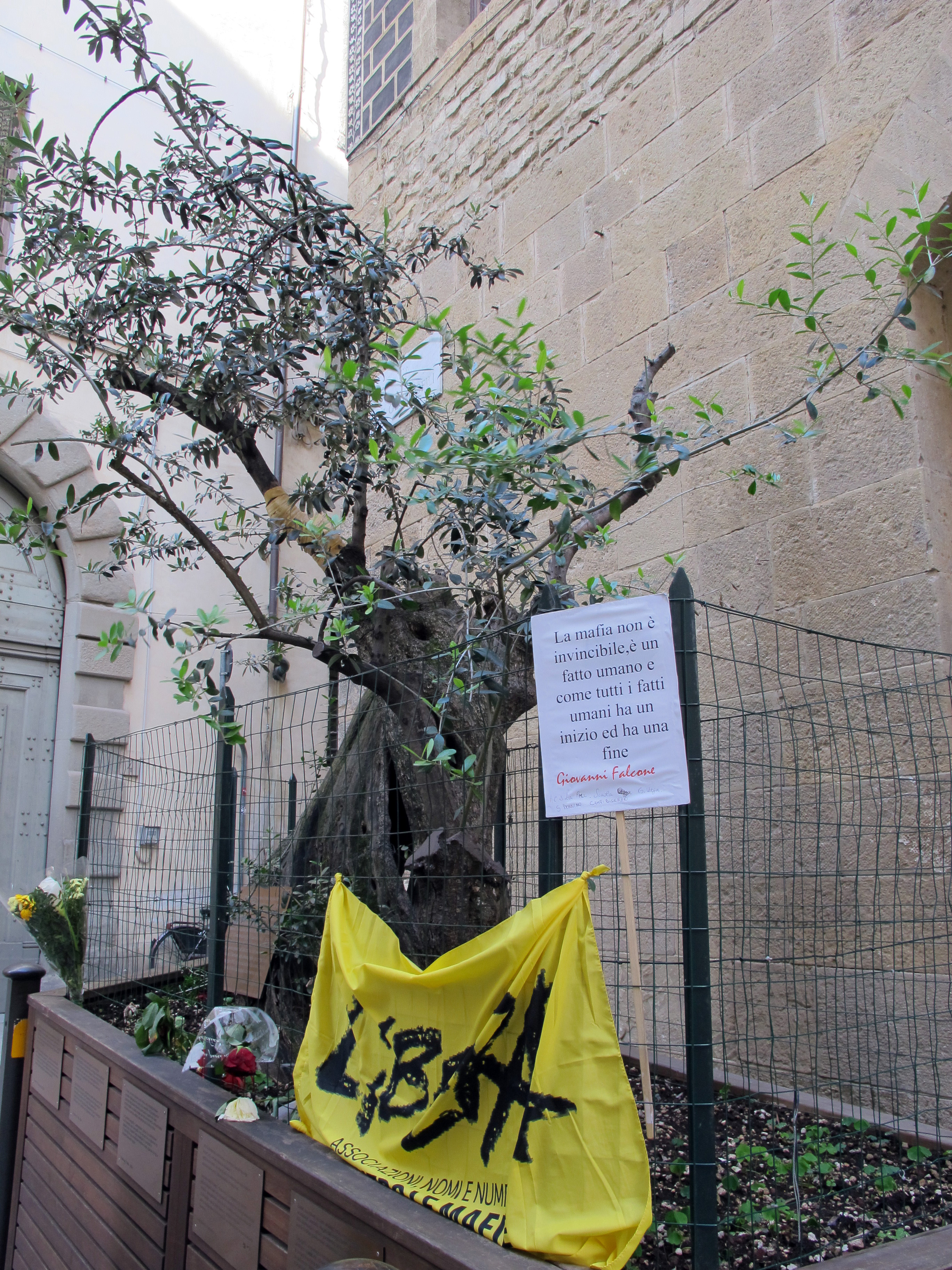
Via dei Georgofili, olivo della pace nelle celebrazioni del ventennale della strage